# 造形学部
造形学部（ぞうけいがくぶ）は、芸術のうち造形美術およびデザインやアート分野を専門的に学ぶ学部である。芸術家、造形作家の養成を目指す大学などが設置する。
武蔵野美術大学、東京造形大学、文化学園大学、愛知産業大学、長岡造形大学、成安造形大学、名古屋造形大学などの美術大学や造形芸術大学、ほかに常葉大学などの大学などが設置している。
名古屋学芸大学はメディア造形学部、宝塚大学は造形芸術学部、多摩美術大学は夜間部に造形表現学部、神戸ファッション造形大学はファッション造形学部、がある。